# Pustaha

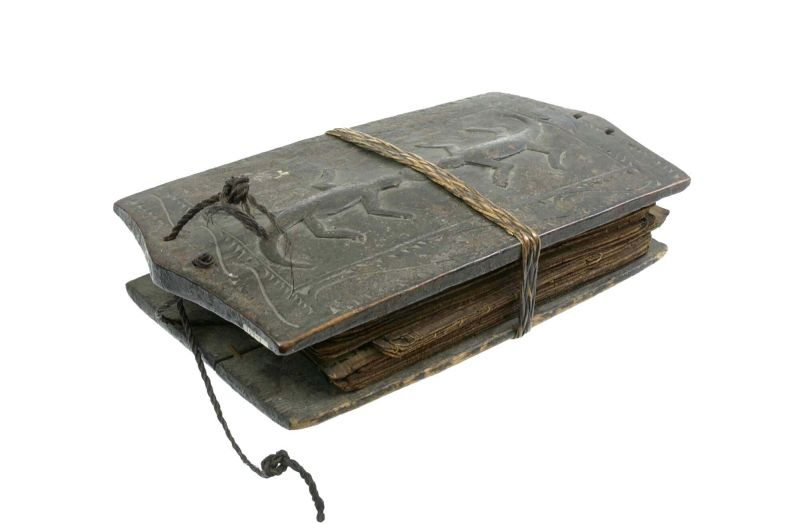
Um pustaha, ou o livro de adivinhação de Batak, com sua capa esculpida com imagens de Boraspati.

Pustaha é o livro mágico do povo Toba Batak de Sumatra Setentrional, na Indonésia. O livro contém fórmulas mágicas, adivinhações, receitas e leis. O pustaha é escrito e compilado por um mago-sacerdote (datu) de Batak.

## Forma e material
Fisicamente, um pustaha consiste em duas capas duras (lampak) e páginas feitas de casca de árvore amolecida (laklak) para os escritos. A capa dura é geralmente esculpida com temas de um ilik, uma lagartixa que representa a divindade Boraspati ni Tano, uma divindade benéfica da terra do povo Toba Batak. As páginas são feitas da casca da árvore Alim ou do pau-de-águila (Aquilaria malaccensis). A casca é amolecida em água de arroz, e presa entre as duas capas duras. A árvore Alim pode ser encontrada crescendo na região de Barus Hulu, em torno de Pardomuan na Regência Dairi, e em Pulau Raja na Regência Asahan. Alguns pustahas são feitos de bambu ou osso de um búfalo.
O comprimento da casca da árvore geralmente atinge 7 m (23 ft) de comprimento e 60 cm (24 in) de largura. Um pustaha exibido na biblioteca da Universidade de Leiden tem um comprimento de 15 m (49 ft), enquanto o maior pustaha exibido no Amsterdam Tropenmuseum atinge 17 m (56 ft).

## Rituais
Um pustaha é escrito e composto por um mágico-sacerdote de Toba, conhecido como o "datu" (ou às vezes como guru). Um datu escreve o pustaha na escrita Batak usando um estilo de linguagem antigo conhecido como hata poda. A palavra poda (ou pdah no dialeto do norte) é uma palavra cotidiana de Batak que significa "aconselhar", mas em um pustaha, esta palavra significa "instrução" ou "guia". O hata poda é originário da parte sul da terra Batak com algumas adições de palavras malaias. O pustaha é usado pelo datu como uma referência para ele e para seus alunos para todo tipo de informação relacionada a magia, rituais, prescrições e adivinhação. O pustaha é um dos muitos instrumentos mágicos de propriedade de um datu, os outros são objetos que podem garantir boa sorte ou causar doenças, como chifres de medicina, calendários de bambu e facas de datu.